# 成陵 (北周)
成陵是中国北周追尊皇帝宇文泰的陵墓。位于陕西省富平县宫里乡宫里桥村，在乡小学院内。墓为圆丘形封土，底径约40米，现高约8米。墓前有北宋开宝六年（公元973年）“大宋新修后周太祖文皇帝庙碑”及清朝陕西巡抚毕沅书“北周文帝成陵”碑各一通。宋碑于1966年被毁成数段。另有石蹲狮一件，高2.05米，长1.85米。现藏西安碑林博物馆。2013年3月5日公布为第七批全国重点文物保护单位。